# Rajon Togus-Toro
Der Rajon Togus-Toro (kirgisisch Тогуз-Торо району Togus-Toro rajonu, russisch Тогуз-Тороуский район Togus-Torouski rajon) ist ein Rajon in Kirgisistan mit 27.165 Einwohnern (Stand 2022). Er ist dem Oblus Dschalal-Abad untergeordnet. Verwaltungssitz ist das Dorf Kasarman.

## Geographie
Der Rajon liegt im Osten des Oblus Dschalal-Abad. Er grenzt an die Rajons Susak, Basarkorgon und Toktogul innerhalb des Oblus Dschalal-Abad, den Rajon Ösgön im Oblus Osch und die Rajons Dschumgal und Ak-Talaa im Oblus Naryn. Er wird vom Naryn durchflossen. Im Norden begrenzen der Moldotoo und der Kökirimtoo den Rajon. Die Grenze im Süden wird durch das Ak-Schyjrakgebirge gebildet, im Westen verläuft sie entlang der Ferghanakette. Die Höhen reichen von 1150 m bis 4531 m im Kökirimtoo.
Neben dem Naryn (1604 m³/s) fließen der Kökirim (227 m³/s) und diverse weitere Nebenflüsse des Naryn durch den Rajon, darunter auch die Atai.
Die durchschnittliche jährliche Niederschlagsmenge beträgt in den Tälern 300 mm und in den Bergen bis zu 800 mm. Im Sommer fallen bis zu 200 mm Regen im Tal und bis zu 600 mm Regen in den Bergen. Die maximal mögliche tägliche Niederschlagsmenge erreicht 60–80 mm. Die Schneedecke kann im Tal des Naryn-Flusses 60 cm und in den Bergen 200 cm Dicke erreichen. Die minimalen Lufttemperaturen liegen bei −45 °C, die maximalen bei +40 °C. Die maximale Windgeschwindigkeit beträgt im Tal 35 m/s und in den Bergen 42 m/s.
Im Rajon liegt die Petroglyphenstätte Saimaluu Tash.

## Geschichte
Der Rajon wurde 1935 gegründet. 1939 wurde er der Oblast Tienschan (heute Oblus Naryn) untergeordnet. 1962 wurde er direkt der Republik unterstellt, d. h., er war kein Teil einer Oblast. Im selben Jahr wurde der Rajon aufgelöst und sein Gebiet dem Rajon Ak-Talaa angegliedert. Im Jahr 1966 wurde der  Rajon wiedergegründet. 1988 fiel das Gebiet an das Oblus Osch und 1990 an das Oblus Dschalal-Abad verlegt.

## Bevölkerung
| Jahr | Einwohnerzahl |
| ---- | ------------- |
| 1970 | 10.060        |
| 1979 | 13.641        |
| 1989 | 20.871        |
| 1999 | 21.968        |
| 2009 | 22.136        |
| 2022 | 27.615        |

Quellen:
Fast alle Einwohner (99,8 %) sind Kirgisen. Nur 50 Einwohner gehören einer anderen ethnischen Gruppe an (Stand 2009).

## Gliederung
Der Rajon beinhaltet 14 Dörfer in 5 Landgemeinden. Diese Landgemeinden sind:
| Landgemeinde | Verwaltungssitz | Einwohner (2023) | Anzahl der Dörfer |
| ------------ | --------------- | ---------------- | ----------------- |
| Atai         | Atai            | 2.414            | 2                 |
| Kök-Irim     | Kök-Irim        | 3.649            | 2                 |
| Kargalyk     | Kasarman        | 12.082           | 4                 |
| Sary-Bulung  | Kara-Suu        | 3.214            | 2                 |
| Togus-Toro   | Dödömöl         | 5.183            | 4                 |